# Браунсдейл (Міннесота)
Браунсдейл (англ. Brownsdale) — місто (англ. city) в США, в окрузі Мовер штату Міннесота. Населення — 633 особи (2020).

## Географія
Браунсдейл розташований за координатами 43°44′25″ пн. ш. 92°52′4″ зх. д. / 43.74028° пн. ш. 92.86778° зх. д. (43.740153, -92.867852).  За даними Бюро перепису населення США в 2010 році місто мало площу 1,21 км², уся площа — суходіл.

## Демографія
Згідно з переписом 2010 року, у місті мешкало 676 осіб у 286 домогосподарствах у складі 190 родин. Густота населення становила 560 осіб/км².  Було 315 помешкань (261/км²).
Расовий склад населення:
| - 98,1 % — білих - 0,1 % — чорних або афроамериканців - 1,3 % — осіб інших рас |

До двох чи більше рас належало 0,4 %. Частка іспаномовних становила 5,5 % від усіх жителів.
За віковим діапазоном населення розподілялося таким чином: 24,6 % — особи молодші 18 років, 57,6 % — особи у віці 18—64 років, 17,8 % — особи у віці 65 років та старші. Медіана віку мешканця становила 41,4 року. На 100 осіб жіночої статі у місті припадало 87,8 чоловіків;  на 100 жінок у віці від 18 років та старших — 91,7 чоловіків також старших 18 років.
Середній дохід на одне домашнє господарство  становив 56 025 доларів США (медіана — 51 838), а середній дохід на одну сім'ю — 61 625 доларів (медіана — 53 750). Медіана доходів становила 40 313 долари для чоловіків та 31 932 долари для жінок. За межею бідності перебувало 7,8 % осіб, у тому числі 13,1 % дітей у віці до 18 років та 1,4 % осіб у віці 65 років та старших.
Цивільне працевлаштоване населення становило 404 особи. Основні галузі зайнятості: освіта, охорона здоров'я та соціальна допомога — 26,2 %, виробництво — 23,5 %, роздрібна торгівля — 11,9 %, будівництво — 6,4 %.